# Шевченко Валентина Петрівна
Шевче́нко Валенти́на Петрі́вна (12 жовтня 1926, Київ, Київська округа, Українська СРР, СРСР — 28 листопада 2016, Київ, Україна) — українська архітекторка-реставраторка, почесний доктор архітектури НДІТІАМ.

## Біографія
1957 року закінчила Київський інженерно-будівельний інститут.
Працювала в Управлінні в справах будівництва і архітектури Київського міськвиконкому старшою архітекторкою з охорони і реставрації пам'яток архітектури міста.
З 1971 по 1994 рік послідовно працювала на посадах провідної архітекторки, керівниці відділу, головної архітекторки проєктів в інституті «Укрпроектреставрація»; з 1994 по 1999 рік —головна архітекторка проєктів у державному науково-дослідному центрі архітектурної спадщини Держбуду України.
Авторка понад 70 публікацій.

## Споруди
- Проєкт реконструкції Контрактової площі в Києві (1975).
- Реставрація трапезної Михайлівського монастиря в Києві (1979).
- Реставрація фонтану «Самсон» у Києві (1982).
- Реставрація Гостиного двору в Києві (1991).
- Реставрація гастроному «Поділ» у Києві (1992).
- Проєкт відбудови церкви Богородиці Пирогощої (1994).
- Реставрація Контрактового будинку в Києві.

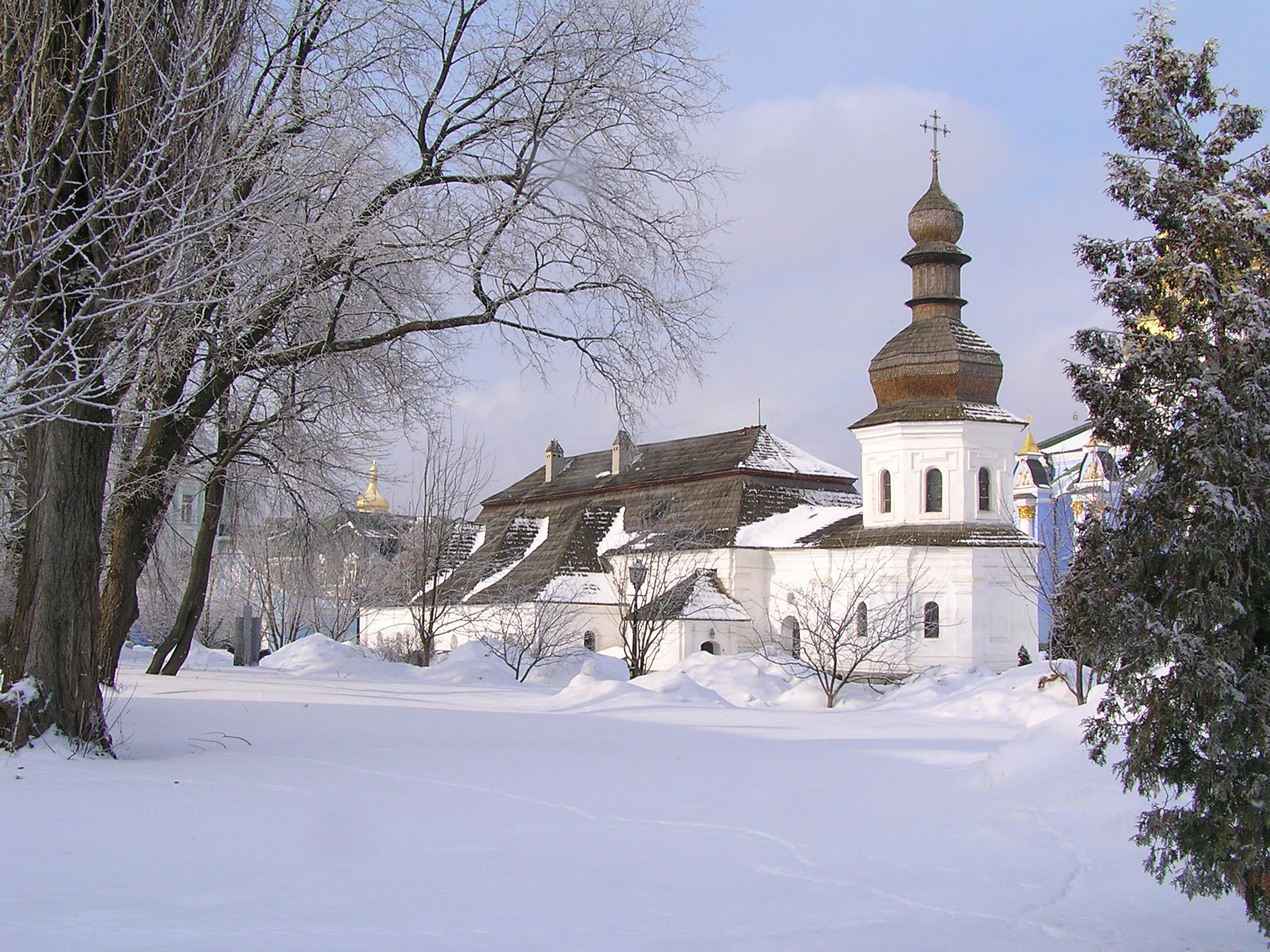
Трапезна Михайлівського монастиря
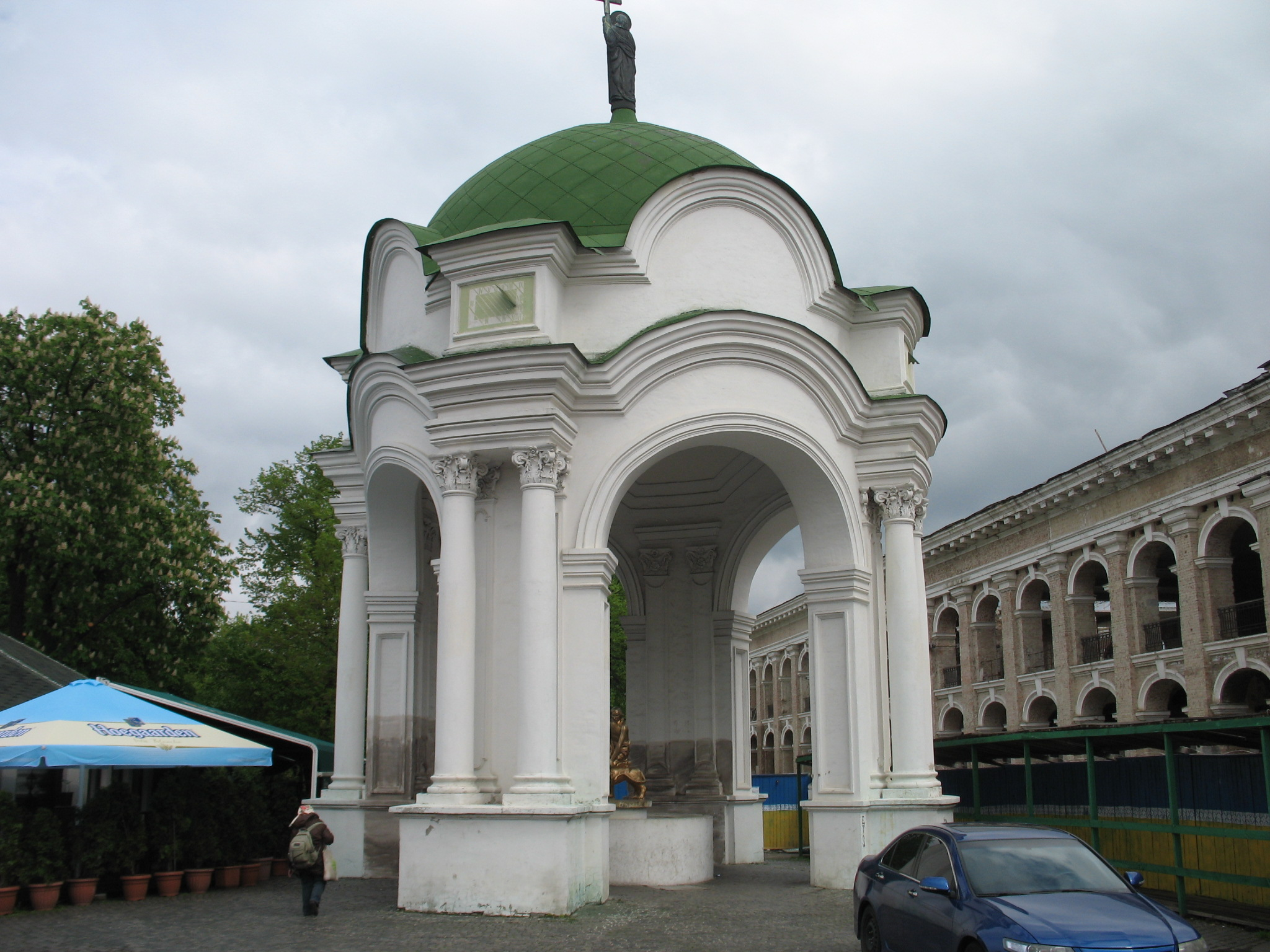
Фонтан «Самсон»
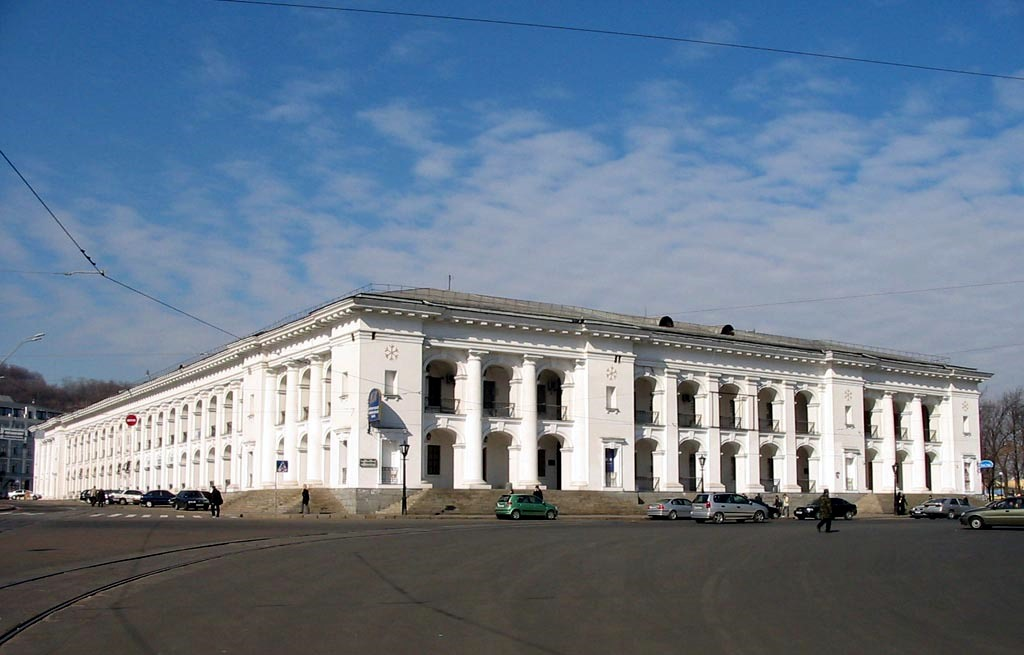
Гостиний двір
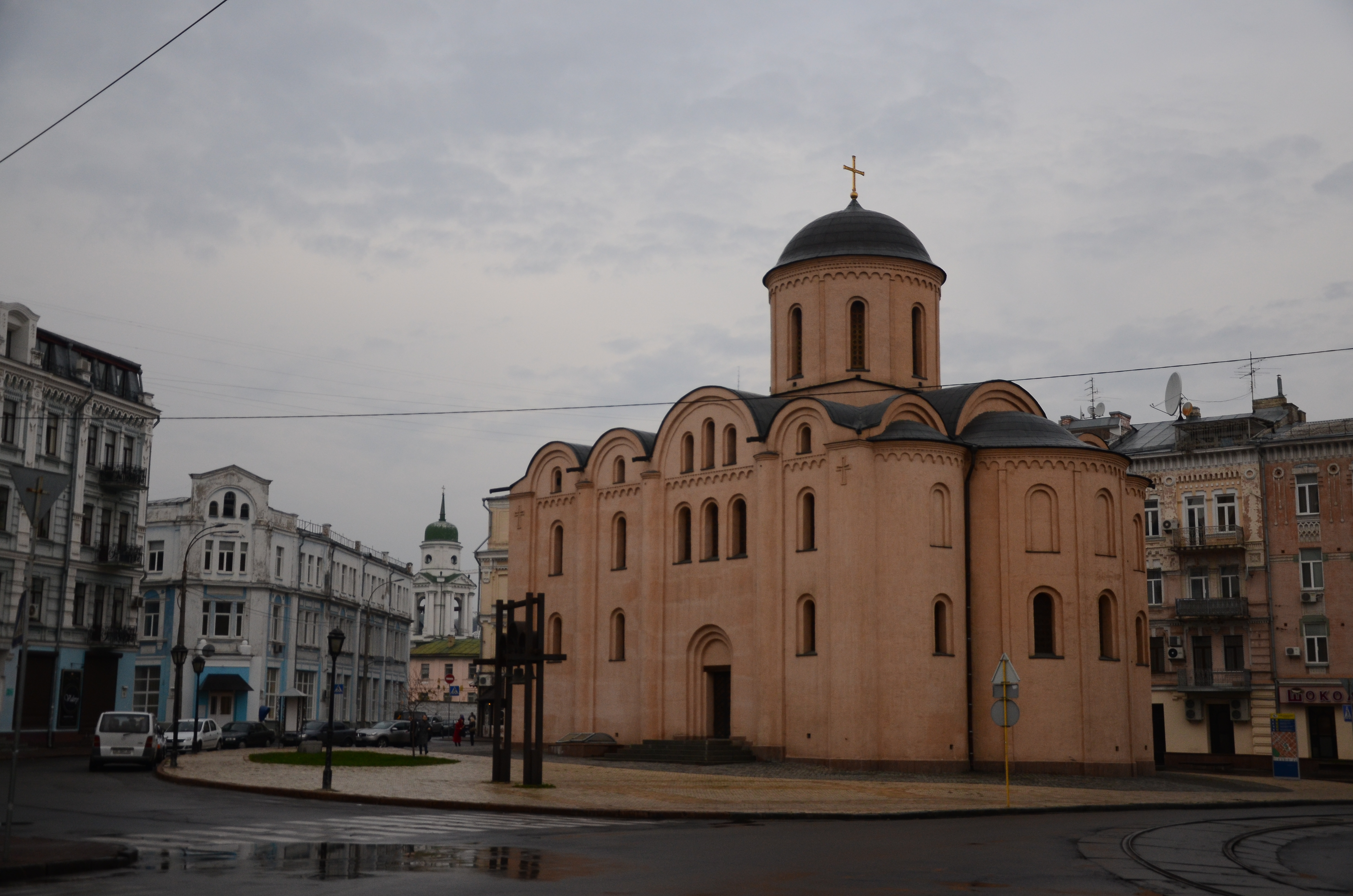
Церква Богородиці Пирогощої
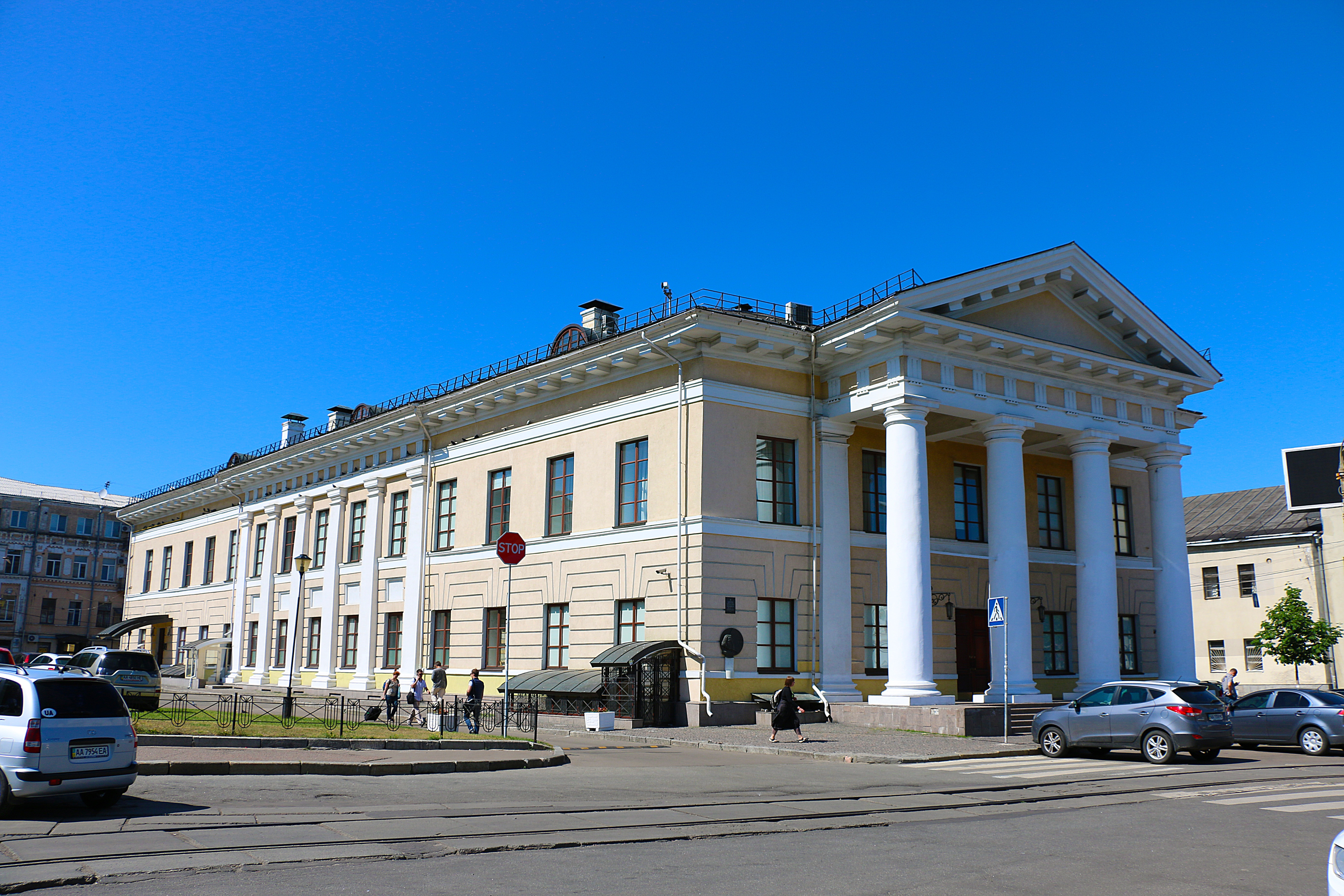
Контрактовий будинок